# Đèo Tài Hồ Sìn
Đèo Tài Hồ Sìn là đèo trên quốc lộ 3 ở huyện Hòa An, tỉnh Cao Bằng, Việt Nam.
Địa danh Tài Hồ Sìn được lấy từ tiếng Quảng Đông 大河善 (Tai6 Ho4 Sin6) nghĩa đen là dòng sông thân thiện, có lẽ là do sông Hiến chảy qua.
Vị trí đèo ở gần thôn Nà Luông xã Bạch Đằng, huyện Hòa An, cách cầu Sông Hiến cỡ gần 2 km về hướng thành phố Cao Bằng . Đèo ở độ cao 300-400 m so với mực nước biển, có không khí mát mẻ .